# خوسيه راموس (لاعب كرة قدم)
خوسيه راموس (21 أبريل 1899 بالبرتغال - ) هو لاعب كرة قدم برتغالي في مركز الهجوم. شارك مع منتخب البرتغال لكرة القدم. أما مع النوادي، فقد لعب مع نادي ماريتيمو.

## وصلات خارجية
- خوسيه راموس على موقع قاعدة بيانات كرة القدم.إي يو (الإنجليزية)
- خوسيه راموس على موقع عالم كرة القدم.نت (الإنجليزية)